# The Babes in the Wood
The Babes in the Wood è un cortometraggio muto del 1905 diretto da Lewin Fitzhamon.

## Trama
Uno zio avido e malvagio ordina a dei malviventi che ha assunto di rapire e uccidere i suoi nipotini, eredi di una fortuna.

## Produzione
Il film fu prodotto dalla Hepworth.

## Distribuzione
Distribuito dalla Hepworth, il film - un cortometraggio della lunghezza di 213 metri - uscì nelle sale cinematografiche britanniche nel novembre 1905. Nel settembre 1907, trovò distribuzione anche negli Stati Uniti.
Non si hanno altre notizie del film che si ritiene perduto, forse distrutto nel 1924 quando il produttore Cecil M. Hepworth, ormai fallito, cercò di recuperare l'argento del nitrato fondendo le pellicole.